# Tennis bei den Panamerikanischen Spielen
Tennis ist seit 1951 Bestandteil der Panamerikanischen Spiele. Es werden in bis zu sieben Wettbewerben Medaillen vergeben. Bei den Damen und Herren gibt es jeweils einen Einzel- und einen Doppelwettbewerb. Dazu kommt noch ein Mixedwettbewerb. 1991 und 1995 gab es auch noch ein Mannschaftswettbewerb.

## Herren

### Einzel
| Jahr | Ort               | Gold                 | Silber                 | Bronze                            |
| ---- | ----------------- | -------------------- | ---------------------- | --------------------------------- |
| 1951 | Buenos Aires      | Enrique Morea        | Alejo Russell          | Gustavo Palafox                   |
| 1955 | Mexiko-Stadt      | Arthur Larsen        | Enrique Morea          | Luis Ayala                        |
| 1959 | Chicago           | Luis Ayala           | Robert Bédard          | Jon Douglas                       |
| 1963 | São Paulo         | Ronald Barnes        | Mario Llamas           | Francisco Contreras               |
| 1967 | Winnipeg          | Thomaz Koch          | Herb Fitzgibbon        | Arthur Ashe                       |
| 1975 | Mexiko-Stadt      | Kenneth Walts        | Adolfo González        | Freddy de Jesús                   |
| 1979 | San Juan          | Mel Purcell          | Ricardo Acuña          | Andrés Gómez                      |
| 1983 | Caracas           | Greg Holmes          | Fernando Pérez         | Christian Miniussi                |
| 1987 | Indianapolis      | Fernando Roese       | Al Parker              | Pablo Albano Luke Jensen          |
| 1991 | Havanna           | Luis-Enrique Herrera | David Di Lucia         | Juan Antonio Pino Marcelo Saliola |
| 1995 | Mar del Plata     | Hernán Gumy          | Javier Frana           | Nicolás Pereira Jimy Szymanski    |
| 1999 | Winnipeg          | Paul Goldstein       | Cecil Mamiit           | David Nalbandian Paulo Taicher    |
| 2003 | Santo Domingo     | Fernando Meligeni    | Marcelo Ríos           | José de Armas Alex Kim            |
| 2007 | Rio de Janeiro    | Flávio Saretta       | Adrián García          | Eduardo Schwank                   |
| 2011 | Guadalajara       | Robert Farah         | Rogério Dutra da Silva | Víctor Estrella                   |
| 2015 | Toronto           | Facundo Bagnis       | Nicolás Barrientos     | Dennis Novikov                    |
| 2019 | Lima              | João Menezes         | Tomás Barrios Vera     | Guido Andreozzi                   |
| 2023 | Santiago de Chile | Facundo Díaz Acosta  | Tomás Barrios Vera     | Thiago Monteiro                   |

### Doppel
| Jahr | Ort               | Gold                                   | Silber                               | Bronze                                               |
| ---- | ----------------- | -------------------------------------- | ------------------------------------ | ---------------------------------------------------- |
| 1951 | Buenos Aires      | Enrique Morea Alejo Russell            | Luis Ayala Carlos Sanhueza           | Gustavo Palafox Anselmo Puente                       |
| 1955 | Mexiko-Stadt      | Mario Llamas Gustavo Palafox           | Enrique Morea Alejo Russell          | Arthur Larsen Edward Moylan                          |
| 1959 | Chicago           | Antonio Palafox Gustavo Palafox        | Francisco Contreras Mario Llamas     | Myron Franks Grant Golden                            |
| 1963 | São Paulo         | Ronald Barnes Carlos Alberto Fernandes | Juan Arredondo Vicente Zarazúa       | Iarte Adam Thomaz Koch                               |
| 1967 | Winnipeg          | Thomaz Koch José Mandarino             | Marcelo Lara Joaquín Loyo            | Francisco Guzmán Miguel Olvera                       |
| 1975 | Mexiko-Stadt      | Bruce Manson Kenneth Walts             | Raúl Contreras Adolfo González       | João Américo Soares Júnior João Carlos Schmidt Filho |
| 1979 | San Juan          | Andy Kohlberg Mel Purcell              | Ricardo Acuña Héctor Pérez           | Ricky Dias Ernie Fernández                           |
| 1983 | Caracas           | Eric Korita Jon Levine                 | Jorge Lozano Fernando Pérez          | Iñaki Calvo Carlos Claverie                          |
| 1987 | Indianapolis      | Luke Jensen Patrick McEnroe            | Agustín Moreno Fernando Pérez        | Fred Thome Kenneth Thome                             |
| 1987 | Indianapolis      | Luke Jensen Patrick McEnroe            | Agustín Moreno Fernando Pérez        | Daniel Chávez Favio Sical                            |
| 1991 | Havanna           | Miguel Nido Joey Rive                  | Oliver Fernández Gerardo Martínez    | Juan Antonio Pino Mario Tabares                      |
| 1991 | Havanna           | Miguel Nido Joey Rive                  | Oliver Fernández Gerardo Martínez    | Patrick Baumeler Tupac Venero                        |
| 1995 | Mar del Plata     | Javier Frana Luis Lobo                 | Juan Bianchi Pacheco Nicolás Pereira | Seregio Cortez Ortiz Gabriel Silberstein             |
| 1995 | Mar del Plata     | Javier Frana Luis Lobo                 | Juan Bianchi Pacheco Nicolás Pereira | Ricardo Herrera López Mario Pacheco Triana           |
| 1999 | Winnipeg          | André Sá Paulo Taicher                 | Marco Osorio Salinas Óscar Ortiz     | Bob Bryan Mike Bryan                                 |
| 1999 | Winnipeg          | André Sá Paulo Taicher                 | Marco Osorio Salinas Óscar Ortiz     | Maurice Ruah Johny Romero                            |
| 2003 | Santo Domingo     | Santiago González Alejandro Hernández  | Adrián García Marcelo Ríos           | Cristian Villagrán Carlos Berlocq                    |
| 2003 | Santo Domingo     | Santiago González Alejandro Hernández  | Adrián García Marcelo Ríos           | Alex Bogomolow Jeff Morrison                         |
| 2007 | Rio de Janeiro    | Horacio Zeballos Eduardo Schwank       | Adrián García Jorge Aguilar          | Santiago González Víctor Romero                      |
| 2011 | Guadalajara       | Juan Sebastián Cabal Robert Farah      | Júlio César Campozano Roberto Quiroz | Nicholas Monroe Greg Ouellette                       |
| 2015 | Toronto           | Nicolás Jarry Hans Podlipnik-Castillo  | Guido Andreozzi Facundo Bagnis       | Gonzalo Escobar Emilio Gómez                         |
| 2019 | Lima              | Gonzalo Escobar Roberto Quiroz         | Guido Andreozzi Facundo Bagnis       | Sergio Galdós Juan Pablo Varillas                    |
| 2023 | Santiago de Chile | Gustavo Heide Marcelo Demoliner        | Alejandro Tabilo Tomás Barrios Vera  | Roberto Cid Subervi Nick Hardt                       |

### Mannschaft
| Jahr | Ort           | Gold        | Silber      | Bronze                   |
| ---- | ------------- | ----------- | ----------- | ------------------------ |
| 1991 | Havanna       | Brasilien   | Puerto Rico | Chile Kuba               |
| 1995 | Mar del Plata | Argentinien | Uruguay     | Chile Vereinigte Staaten |

## Damen

### Einzel
| Jahr | Ort               | Gold                 | Silber                   | Bronze                                 |
| ---- | ----------------- | -------------------- | ------------------------ | -------------------------------------- |
| 1951 | Buenos Aires      | María Terán de Weiss | Felisa Piédrola de Zappa | Imelda Ramírez                         |
| 1955 | Mexiko-Stadt      | Rosa María Reyes     | Yolanda Ramírez          | Ingrid Metzner                         |
| 1959 | Chicago           | Althea Gibson        | Yolanda Ramírez          | Dorothy Knode                          |
| 1963 | São Paulo         | Maria Esther Bueno   | Yolanda Ramírez Ochoa    | Darlene Hard                           |
| 1967 | Winnipeg          | Elena Subirats       | Patsy Rippy              | Jane Albert                            |
| 1975 | Mexiko-Stadt      | Lele Forood          | Pat Medrado              | Leyla Musalem                          |
| 1979 | San Juan          | Susan Hagey          | Trey Lewis               | María Llamas                           |
| 1983 | Caracas           | Gretchen Rush        | Gigi Fernández           | Heliane Steden                         |
| 1987 | Indianapolis      | Gisele Miró          | Adriana Isaza            | María Méndez Patricia Miller           |
| 1991 | Havanna           | Pam Shriver          | Joelle Schad             | Andrea Vieira                          |
| 1995 | Mar del Plata     | Florencia Labat      | Ann Grossman             | Chanda Rubin                           |
| 1999 | Winnipeg          | María Vento-Kabchi   | Tara Snyder              | Mariana Díaz Oliva Alexandra Stevenson |
| 2003 | Santo Domingo     | Milagros Sequera     | Sarah Taylor             | Kristina Brandi Ansley Cargill         |
| 2007 | Rio de Janeiro    | Milagros Sequera     | Mariana Duque Mariño     | Betina Jozami                          |
| 2011 | Guadalajara       | Irina Falconi        | Mónica Puig              | Christina McHale                       |
| 2015 | Toronto           | Mariana Duque Mariño | Victoria Rodríguez       | Mónica Puig                            |
| 2019 | Lima              | Nadia Podoroska      | Caroline Dolehide        | Verónica Cepede Royg                   |
| 2023 | Santiago de Chile | Laura Pigossi        | María Carlé              | Julia Riera                            |

### Doppel
| Jahr | Ort               | Gold                                          | Silber                                           | Bronze                                |
| ---- | ----------------- | --------------------------------------------- | ------------------------------------------------ | ------------------------------------- |
| 1951 | Buenos Aires      | María Terán de Weiss Felisa Piédrola de Zappa | Hilde Heyn Imelda Ramírez                        | Helena Stark Silvia Villari           |
| 1955 | Mexiko-Stadt      | Rosa María Reyes Esther Reyes                 | Edda Buding Graciela Lombardi                    | Ingrid Metzner Maria Esther Bueno     |
| 1959 | Chicago           | Yolanda Ramírez Rosa María Reyes              | Althea Gibson Karol Fageros                      | Marta Hernández Imelda Ramírez        |
| 1963 | São Paulo         | Darlene Hard Carole Caldwell                  | Maria Esther Bueno Maureen Schwartz              | Yolanda Ramírez Ochoa Elena Subirats  |
| 1967 | Winnipeg          | Jane Albert Patsy Rippy                       | María Eugenia Guzmán Ana María Ycaza             | Fayne Urban Victoria Berner           |
| 1975 | Mexiko-Stadt      | Sandra Stap Stephanie Tolleson                | Maria Cristina Andrade Wanda Bustamante Ferraz   | Illuminada Concepcion Marta Domínguez |
| 1979 | San Juan          | Ann Henricksson Susan Hagey                   | Nicole Marvis Helene Pelletier                   | Beatriz Fernández Crissy González     |
| 1983 | Caracas           | Gretchen Rush Louise Allen                    | Beatriz Fernández Marilda Julia                  | Claudia Hernández Alejandro Vallejo   |
| 1987 | Indianapolis      | Sonia Hahn Ronni Reis                         | María Méndez Andrea Rojas Tiezzi                 | Lucila Becerra Claudia Hernández      |
| 1987 | Indianapolis      | Sonia Hahn Ronni Reis                         | María Méndez Andrea Rojas Tiezzi                 | Marilda Julia Emilie Viqueira         |
| 1991 | Havanna           | Pam Shriver Donna Faber                       | Andrea Viera Cláudia Chabalgoity                 | Claudia Cabeza Paulina Sepulveda      |
| 1991 | Havanna           | Pam Shriver Donna Faber                       | Andrea Viera Cláudia Chabalgoity                 | Aranzazu Gallardo Isabel Petrov       |
| 1995 | Mar del Plata     | Mercedes Paz Patricia Tarabini                | Ann Grossman Chanda Rubin                        | Andrea Viera Luciana Camargo Tella    |
| 1995 | Mar del Plata     | Mercedes Paz Patricia Tarabini                | Ann Grossman Chanda Rubin                        | Lucila Becerra Xóchitl Escobedo       |
| 1999 | Winnipeg          | Joana Cortez Vanessa Menga                    | Bárbara Castro Paula Cabezas                     | Mariana Díaz Oliva Clarisa Fernández  |
| 1999 | Winnipeg          | Joana Cortez Vanessa Menga                    | Bárbara Castro Paula Cabezas                     | Renata Kolbovic Aneta Soukup          |
| 2003 | Santo Domingo     | Bruna Colósio Joana Cortez                    | Kristina Brandi Vilmarie Castellvi               | Yamile Fors Guerra Yanet Núñez        |
| 2003 | Santo Domingo     | Bruna Colósio Joana Cortez                    | Kristina Brandi Vilmarie Castellvi               | Karin Palme Melissa Torres            |
| 2007 | Rio de Janeiro    | Betina Jozami Jorgelina Cravero               | Mariana Duque Mariño Karen Castiblanco           | Teliana Pereira Joana Cortez          |
| 2011 | Guadalajara       | María Irigoyen Florencia Molinero             | Irina Falconi Christina McHale                   | Catalina Castaño Mariana Duque Mariño |
| 2015 | Toronto           | Gabriela Dabrowski Carol Zhao                 | Victoria Rodríguez Marcela Zacarías              | María Irigoyen Paula Ormaechea        |
| 2019 | Lima              | Usue Maitane Arconada Caroline Dolehide       | Verónica Cepede Royg Montserrat González         | Carolina Meligeni Luisa Stefani       |
| 2023 | Santiago de Chile | Laura Pigossi Luisa Stefani                   | María Paulina Pérez García María Herazo González | María Carlé Julia Riera               |

### Mannschaft
| Jahr | Ort           | Gold        | Silber    | Bronze                       |
| ---- | ------------- | ----------- | --------- | ---------------------------- |
| 1991 | Havanna       | Brasilien   | Venezuela | Chile Kuba                   |
| 1995 | Mar del Plata | Argentinien | Chile     | Brasilien Vereinigte Staaten |

## Mixed
| Jahr | Ort               | Gold                                      | Silber                                          | Bronze                                      |
| ---- | ----------------- | ----------------------------------------- | ----------------------------------------------- | ------------------------------------------- |
| 1951 | Buenos Aires      | Imelda Ramírez Gustavo Palafox            | Felisa Piédrola de Zappa Enrique Morea          | María Terán de Weiss Alejo Russell          |
| 1955 | Mexiko-Stadt      | Yolanda Ramírez Gustavo Palafox           | Felisa Piédrola de Zappa Enrique Morea          | María Terán de Weiss Alejo Russell          |
| 1959 | Chicago           | Yolanda Ramírez Gustavo Palafox           | Rosa María Reyes Francisco Contreras            | Althea Gibson Grant Golden                  |
| 1963 | São Paulo         | Yolanda Ramírez Ochoa Francisco Contreras | Maria Esther Bueno Thomaz Koch                  | Darlene Hard Frank Froehling                |
| 1967 | Winnipeg          | Jane Albert Arthur Ashe                   | Elena Subirats Luis Augusto García              | María Eugenia Guzmán Francisco Gúzman       |
| 1975 | Mexiko-Stadt      | Lele Forood Hank Pfister                  | María de Annexy Freddy de Jesús                 | Alejandra Vallejo Adolfo González           |
| 1979 | San Juan          | Marlin Noriega Juan Bóveda                | Ann Henrickson Fritz Buehning                   | Alejandra Vallejo Javier Ordaz              |
| 1983 | Caracas           | Nuria Alasia Iñaki Calvo                  | Alejandra Vallejo Jorge Loranzo                 | Linda Gates Greg Holmes                     |
| 1987 | Indianapolis      | Lucila Becerra Gilberto Cicero            | Andrea Rojas Tiezzi Pablo Albano                | Gisele Miró Fernando Roese                  |
| 1987 | Indianapolis      | Lucila Becerra Gilberto Cicero            | Andrea Rojas Tiezzi Pablo Albano                | Belkis Rodrígues Abréu Juan Pino Pérez      |
| 1991 | Havanna           | Pam Shriver David Di Lucia                | Cláudia Chabalgoity William Kyriakos Junior     | Joelle Schad Rafeal Moreno                  |
| 1991 | Havanna           | Pam Shriver David Di Lucia                | Cláudia Chabalgoity William Kyriakos Junior     | Emilie Viqueira Jaime Frontera              |
| 1995 | Mar del Plata     | Shaun Stafford Jack Waite                 | Patrizia Tarabini Luis Gustavo Lobo             | Nina Marta Volpe Jimy Szymanski             |
| 1995 | Mar del Plata     | Shaun Stafford Jack Waite                 | Patrizia Tarabini Luis Gustavo Lobo             | Belkis Rodrígues Abréu Juan Pino Pérez      |
| 2011 | Guadalajara       | Ana Paula de la Peña Santiago González    | Andrea Koch Benvenuto Guillermo Rivera Aránguiz | Ana Clara Duarte Rogério Dutra da Silva     |
| 2015 | Toronto           | María Irigoyen Guido Andreozzi            | Gabriela Dabrowski Philip Bester                | Verónica Cepede Royg Diego Galeano          |
| 2019 | Lima              | Alexa Guarachi Nicolás Jarry              | Noelia Zeballos Federico Zeballos               | Anastasia Iamachkine Sergio Galdós          |
| 2023 | Santiago de Chile | Yuliana Lizarazo Nicolás Barrientos       | Luisa Stefani Marcelo Demoliner                 | Martina Capurro Taborda Facundo Díaz Acosta |

## Medaillenspiegel
| Platz | Land                    | Gold | Silber | Bronze | Gesamt |
| ----- | ----------------------- | ---- | ------ | ------ | ------ |
| 01    | Vereinigte Staaten      | 27   | 14     | 22     | 63     |
| 02    | Brasilien               | 18   | 8      | 14     | 40     |
| 03    | Argentinien             | 17   | 15     | 15     | 47     |
| 04    | Mexiko                  | 14   | 19     | 17     | 50     |
| 05    | Venezuela               | 5    | 2      | 5      | 12     |
| 06    | Kolumbien               | 4    | 5      | 1      | 10     |
| 07    | Chile                   | 3    | 13     | 7      | 23     |
| 08    | Puerto Rico             | 1    | 6      | 10     | 17     |
| 09    | Kanada                  | 1    | 3      | 3      | 7      |
| 10    | Ecuador                 | 1    | 2      | 4      | 7      |
| 11    | Dominikanische Republik | —    | 1      | 3      | 4      |
| 11    | Paraguay                | —    | 1      | 2      | 3      |
| 13    | Uruguay                 | —    | 1      | 1      | 2      |
| 14    | Bolivien                | —    | 1      | —      | 1      |
| 15    | Kuba                    | —    | —      | 7      | 7      |
| 16    | Peru                    | —    | —      | 2      | 2      |
| 17    | Guatemala               | —    | —      | 1      | 1      |
| 17    | Costa Rica              | —    | —      | 1      | 1      |